# Medicina na Primeira Guerra Mundial

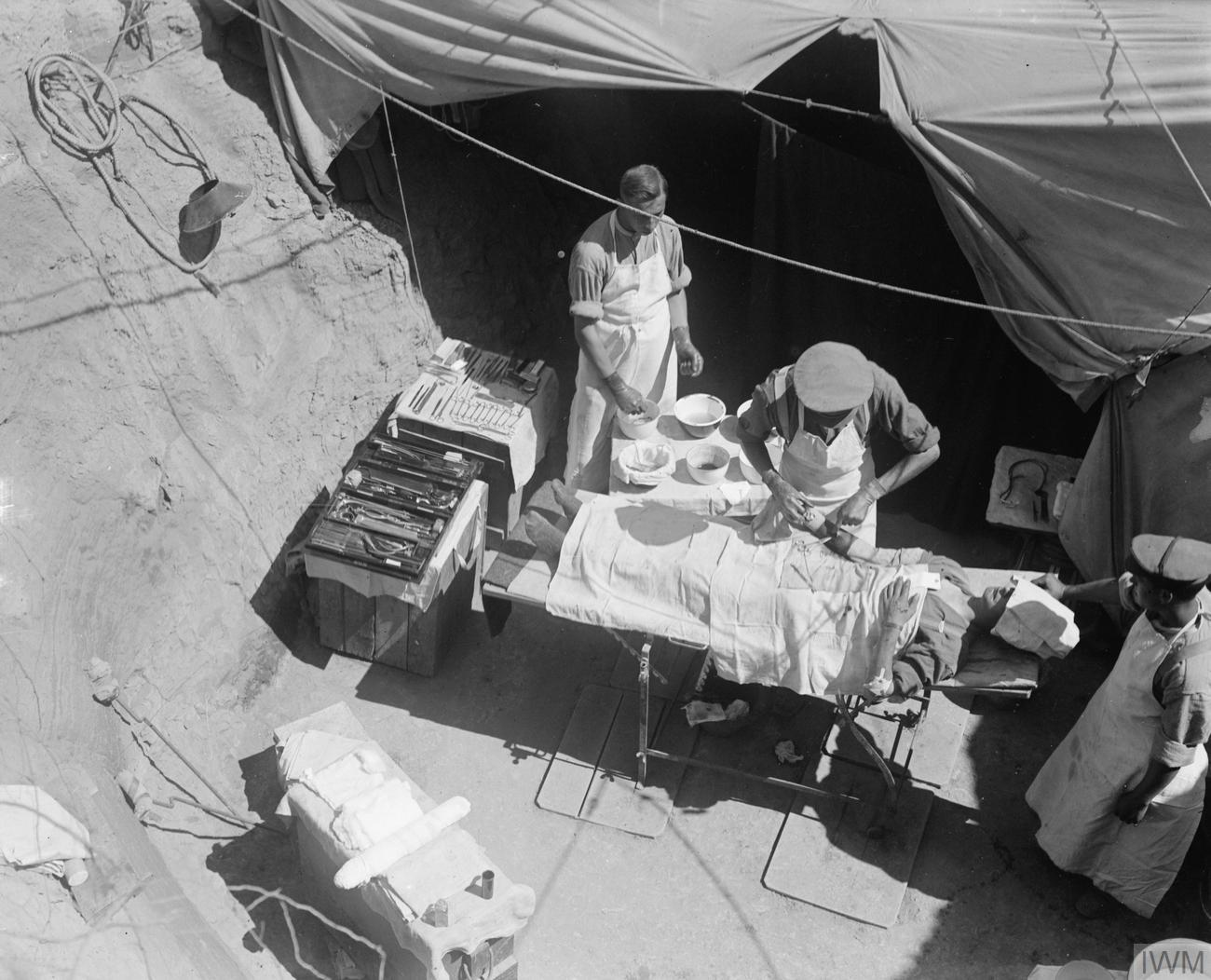
Médicos realizam cirurgia em meio a uma trincheira durante a Primeira Guerra Mundial

A medicina na Primeira Guerra Mundial foi de grande importância para a sobrevida dos mais de 20 milhões de feridos em decorrência do conflito. No início do conflito, a medicina possuía poucas técnicas para lidar com o volume de feridos e com a especificidade dos ferimentos. Ferimentos envolvendo efeitos com o bombardeio de gases tóxicos, queimaduras e tiros não letais na face acabavam por serem negligenciados levando a infecções principalmente na precária área das trincheiras.
O transporte de feridos era realizado por navios hospitais, locomotivas de resgate, ambulâncias (muitas vezes disponibilizadas por voluntários). Também era comum o transporte através de macas entre as trincheiras até um ponto específico para remoção segura do enfermo até um hospital militar.
As enfermidades variavam das mais esperadas como perfurações por arma branca e armas de fogo, queimaduras e mutilações por explosões. Porém a variedade de ferimentos foi crescendo gradualmente com o decorrer da guerra, com a utilização de armas química como os gases: cloro,  cianídrico e mostarda. O estilo de conflito entre trincheiras, trouxe consigo um exponencial crescimento de problemas de saúde nunca antes observados.
O conflito também foi responsável pela evolução e descobrimento de algumas técnicas médicas utilizadas até os dias atuais, como: a utilização de  soro fisiológico em perfusão venosa para o tratamento de hemorragias, o aperfeiçoamento nas próteses e em suas técnicas de fabricação, e a criação da especialização em cirurgia plástica principalmente para reconstrução facial.

## Corpo médico

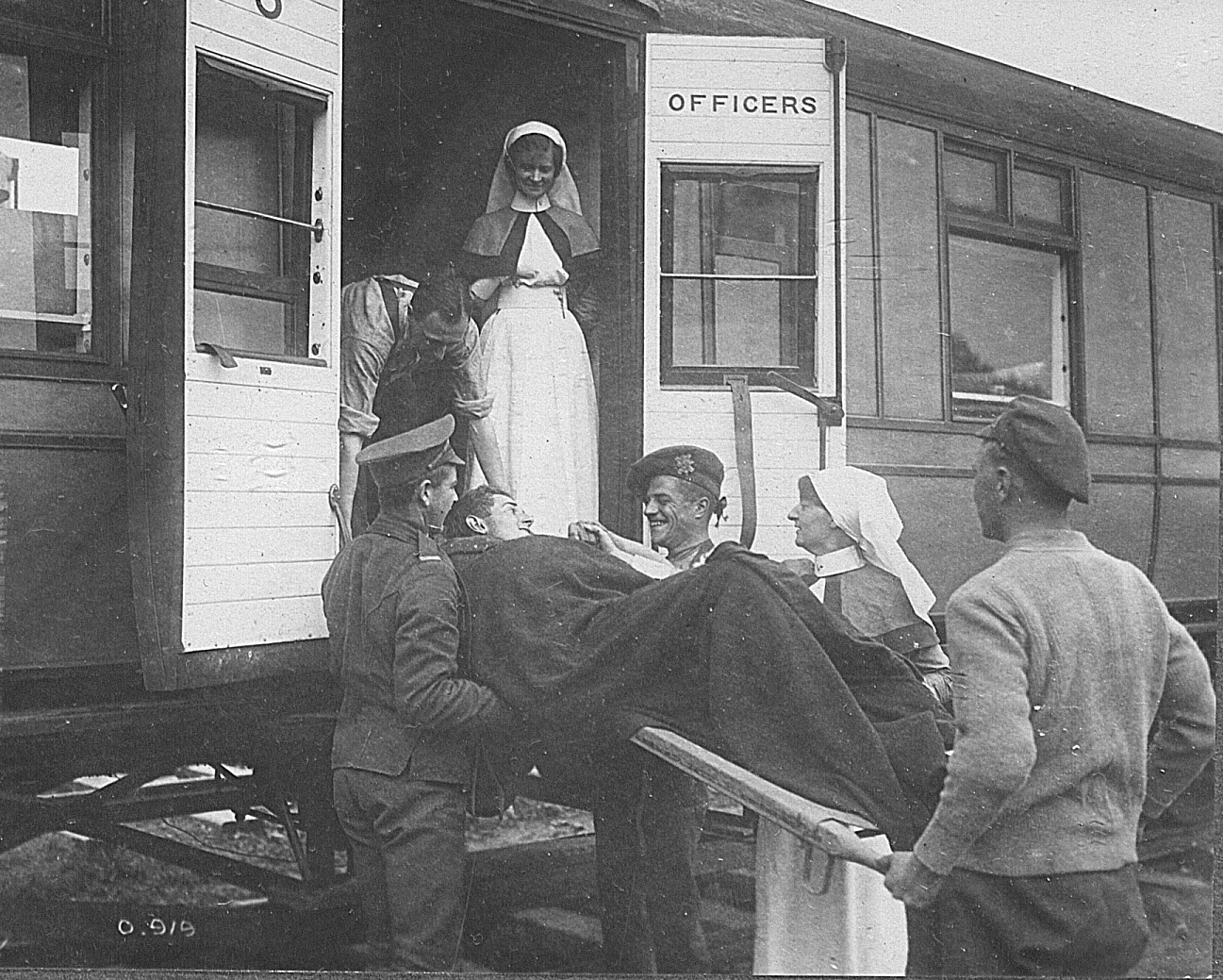
Soldado canadense ferido, é colocado em uma locomotiva médica enquanto é assistido por colegas e enfermeiras. Esbanja em sua face um olhar de gratidão.

Os médicos eram realizados pelos batalhões médicos dos próprios países, voluntários e pela Cruz Vermelha Internacional. Os hospitais militares estavam divididos por toda a Europa, e atendiam dês de feridos aliados até feridos prisioneiros de guerra. Para lidar com o alto número de feridos com ferimentos específicos, alguns hospitais eram improvisados ainda nas trincherias, para realizar o tratamento aos enfermos que possuíam risco de vida.
O primeiro tratamento era precário e muitas vezes as ações emergenciais eram desconhecidas, assim sendo admistrados tratamentos ineficazes e que possivelmente impactaram no tratamento especializado dos enfermos nos hospitais. Muitas vezes, os paramédicos não sabiam como realizar o tratamento de queimaduras químicas por exposição à gases venenosos como: o gás cloro (
Cl2) que pode provocava edemas pulmonares, ou líquido nos pulmões; o gás cianídrico (
HCN) que matava os militares por sufocamento devido à habilidade do íon em se combinar com o ferro da hemoglobina, bloqueando a recepção do oxigênio pelo sangue; o gás mostarda (
(Cl[CH2]2)2S) que  tem uma ação vesicante poderosa, isto é, forma na pele vesículas ou bolhas com gravidade. Além disso devido às suas propriedades alquilantes (forma ligações com o DNA) é também mutagénico e carcinogénico.

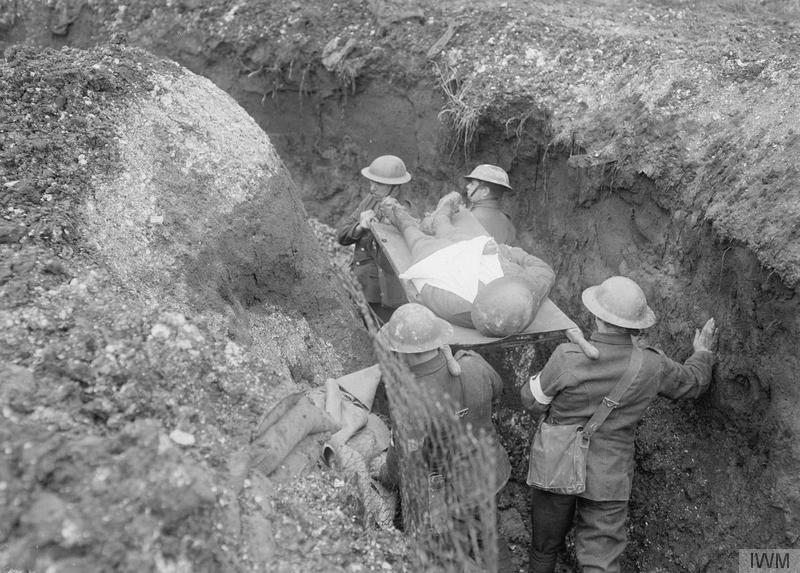
Militares britânicos transportam ferido por entre as trincheiras com o objetivo de leva-lo a um ponto seguro de resgate à um hospital militar. Enfrentam dificuldades devido ao espaço apertado

Durante a Primeira Guerra Mundial, também foram utilizados navios hospital pela primeira vez de maneira massiva. Muitos navios de passageiros foram convertidos para uso como navios hospital. O RMS Aquitania e o HMHS Britannic foram dois exemplos famosos de navios servindo nessa capacidade. No final da Primeira Guerra Mundial, a Marinha Real Britânica tinha 77 desses navios em serviço. Durante a Campanha de Gallipoli, navios hospitais foram usados para evacuar mais de 100.000 feridos para o Egito.
À medida que a guerra se aproximava do fim, o serviço de ambulâncias tornou-se cada vez mais importante e útil, havia várias centenas de ambulâncias da Cruz Vermelha em uso em várias partes da Europa, complementando o trabalho dos Exércitos e das Marinhas no transporte de doentes e feridos de navios e trens para seus destinos. Devido a distância entre os hospitais improvisados e os hospitais especializados, a utilização massiva de ambulâncias foi crucial durante todo o conflito, com a existência de paramédicos e enfermeiros voluntários.

## Enfermidades específicas
Além de ferimentos por arma de fogo na face específicos da guerra em trincheiras e queimaduras pela utilização de agentes químicos no campo de batalha, algumas enfermidades foram descritas pela primeira vez durante o conflito. Enfermidades como esta acabavam por dificultar o tratamento tendo em vista o curto espaço de tempo para pesquisa sobre as mesmas.

### Pé de trincheira

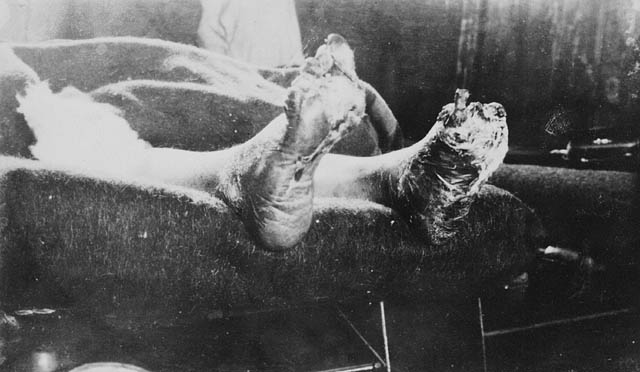
Caso de pé de trincheira em estado avançado, em soldado não identificado

O pé de trincheira é um tipo de dano no pé devido à umidade. Os sintomas iniciais geralmente incluem formigamento ou coceira que pode progredir para dormência. Os pés podem ficar vermelhos ou azulados. À medida que a condição piora, os pés podem começar a inchar e cheirar a podridão. As complicações podem incluir ruptura da pele ou infecção.
O pé de trincheira ocorre devido à exposição prolongada dos pés a condições frias, úmidas e muitas vezes insalubres. Ao contrário do congelamento, o pé de trincheira geralmente ocorre em temperaturas acima de zero, e pode ser classificado como uma forma de lesão por frio não congelante. Os fatores de risco incluem botas excessivamente apertadas e não se mover, situações propicias durante a Primeira Guerra Mundial por conta do constante uso de trincheiras.

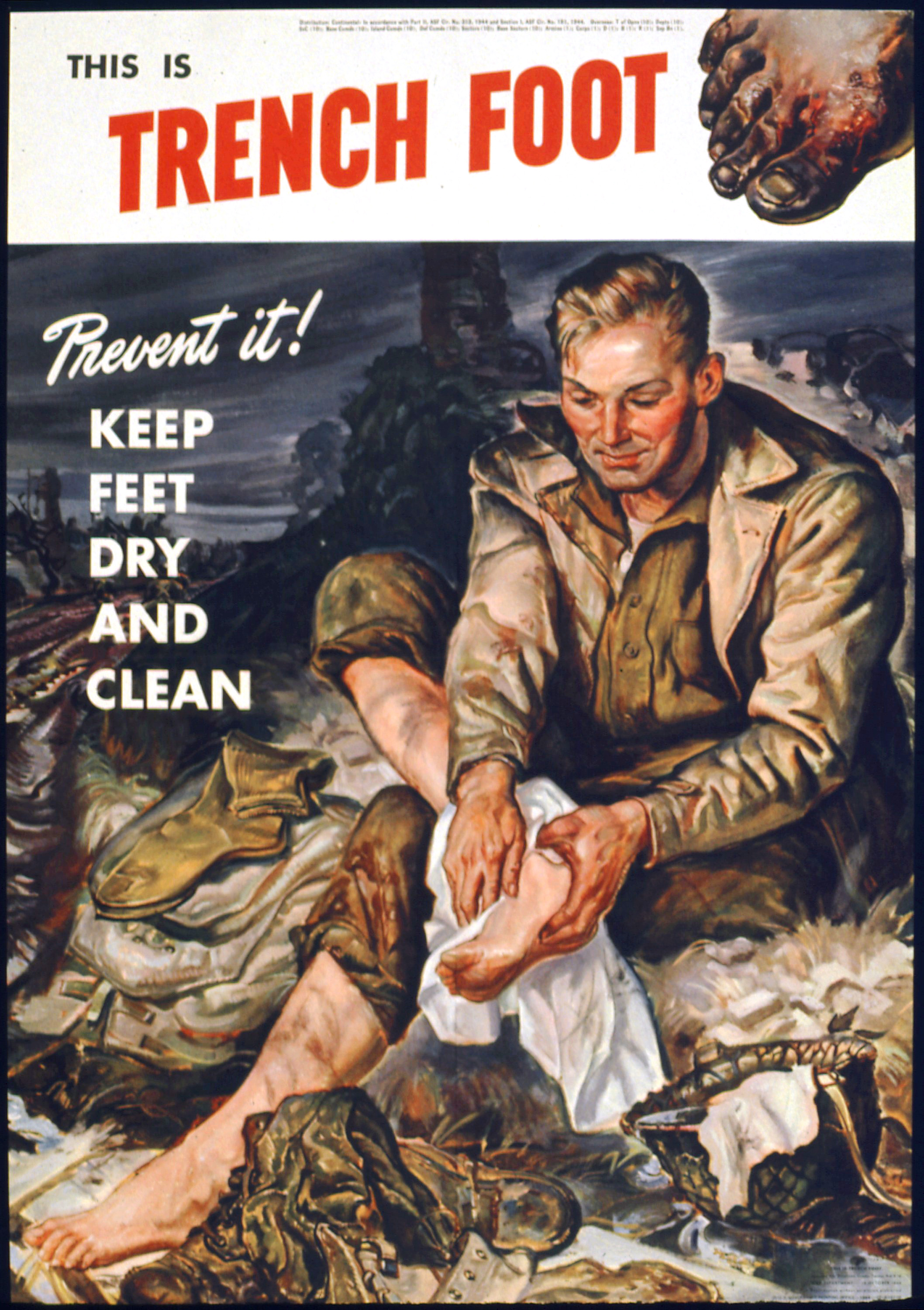
Poster norte-americano da Segunda Guerra Mundial adverte sobre a higiene dos pés aos militares, assim evitando os problemas observados na Primeira Guerra Mundial.

Após a ocorrência da condição, podem ser necessários analgésicos durante o processo de reaquecimento gradual. A dor pode persistir por meses após o tratamento. Em casos mais graves a cirurgia para remover o tecido danificado ou a amputação pode ser necessária.
Na Primeira Guerra Mundial que uma medida preventiva fundamental eram as inspeções regulares dos pés; os soldados seriam emparelhados e cada parceiro responsabilizado pelos pés do outro, e geralmente aplicavam óleo de baleia para evitar o pé de trincheira. Se deixados por conta própria, os soldados tendiam deixar de tirar suas próprias botas e meias para secar os pés todos os dias, mas quando isso se tornava responsabilidade de outro, isso tornava-se menos provável.

### Nefrite de trincheira
A nefrite de trincheira, também conhecida como nefrite de guerra, é uma infecção renal, reconhecida pela primeira vez por oficiais médicos como uma nova doença durante o início da Primeira Guerra Mundial e distinguida da nefrite aguda então compreendida por também ter bronquite e recaídas frequentes. A nefrite de trincheira foi o principal problema renal da guerra. A causa não foi estabelecida na época, os tratamentos foram ineficazes e a condição levou a 37.000 vítimas.
Os soldados apresentavam albuminúria de início súbito, pressão alta, inchaço das pernas ou do rosto, dor de cabeça, dor de garganta, dificuldade para respirar e bronquite. A patologia sugeriu uma inflamação subjacente dos pequenos vasos sanguíneos dos rins. Evidências posteriores mostraram que a nefrite de trincheira pode ter sido causada por hantavírus, transmitida por roedores.

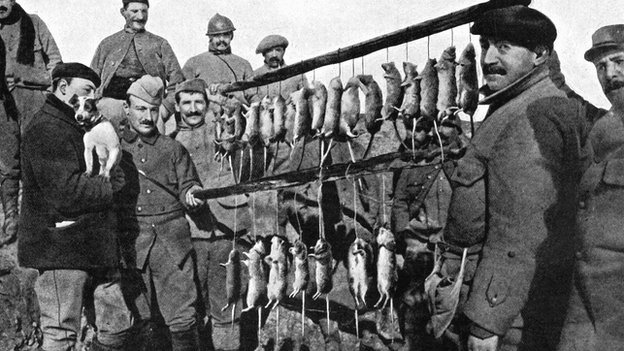
Durante o conflito, civis e miltiares trabalhavam no extermínio de roedores nas trincheiras, assim evitando a transmissão de patógenos. A caça era um método de profilaxia emergencial nas trincheiras.

### Febre de trincheira
Febre das trincheiras é uma doença moderadamente grave transmitida por piolhos. Infectou os exércitos de Flandres, França, Polónia, Galiza, Itália, Salónica, Macedónia, Mesopotâmia, Rússia e Egito na Primeira Guerra Mundial. De 1915 a 1918, entre um quinto e um terço de todas as tropas britânicas relataram febre das trincheiras, enquanto cerca de um quinto das tropas alemãs e austríacas doentes tiveram a doença. A doença persiste entre os sem-tetos da atualidade.
A doença é causada pela bactéria Bartonella quintana, encontrada nas paredes do estômago do piolho. O patógeno está intimamente relacionada com Bartonella henselae, o agente da febre da arranhadura do gato e angiomatose bacilar.

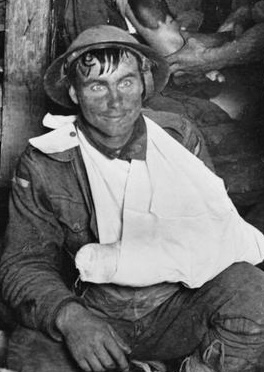
Soldado ferido com o olhar fixo revela uma caracteristica do trauma pós-guerra

### Trauma pós-guerra
O trauma pós-guerra é um termo cunhado na Primeira Guerra Mundial pelo psicólogo britânico Charles Samuel Myers para descrever o tipo de transtorno de estresse pós-traumático que muitos soldados foram afligidos durante a guerra. É uma reação à intensidade do bombardeio e da luta que produziu um desamparo que aparece variadamente como pânico, medo, fuga, bem como incapacidade de raciocinar, dormir, andar ou falar.
Durante os estágios iniciais da Primeira Guerra Mundial, em 1914, soldados da Força Expedicionária Britânica começaram a relatar sintomas médicos após o combate, incluindo: zumbido, amnésia, dores de cabeça, tontura, tremores e hipersensibilidade ao ruído. Embora esses sintomas se assemelhassem aos que seriam esperados após um ferimento físico no cérebro, muitos dos que relataram estar doentes não mostraram sinais de ferimentos na cabeça.
Alguns médicos acreditavam ser o resultado de danos físicos ocultos no cérebro, com as ondas de choque da explosão de projéteis criando uma lesão cerebral que causava os sintomas e poderia ser fatal. Outra explicação foi que o choque de granadas resultou do envenenamento pelo monóxido de carbono formado pelas explosões. Ao mesmo tempo, desenvolveu-se uma visão alternativa descrevendo o choque como uma lesão emocional, e não física.

### Gripe espanhola

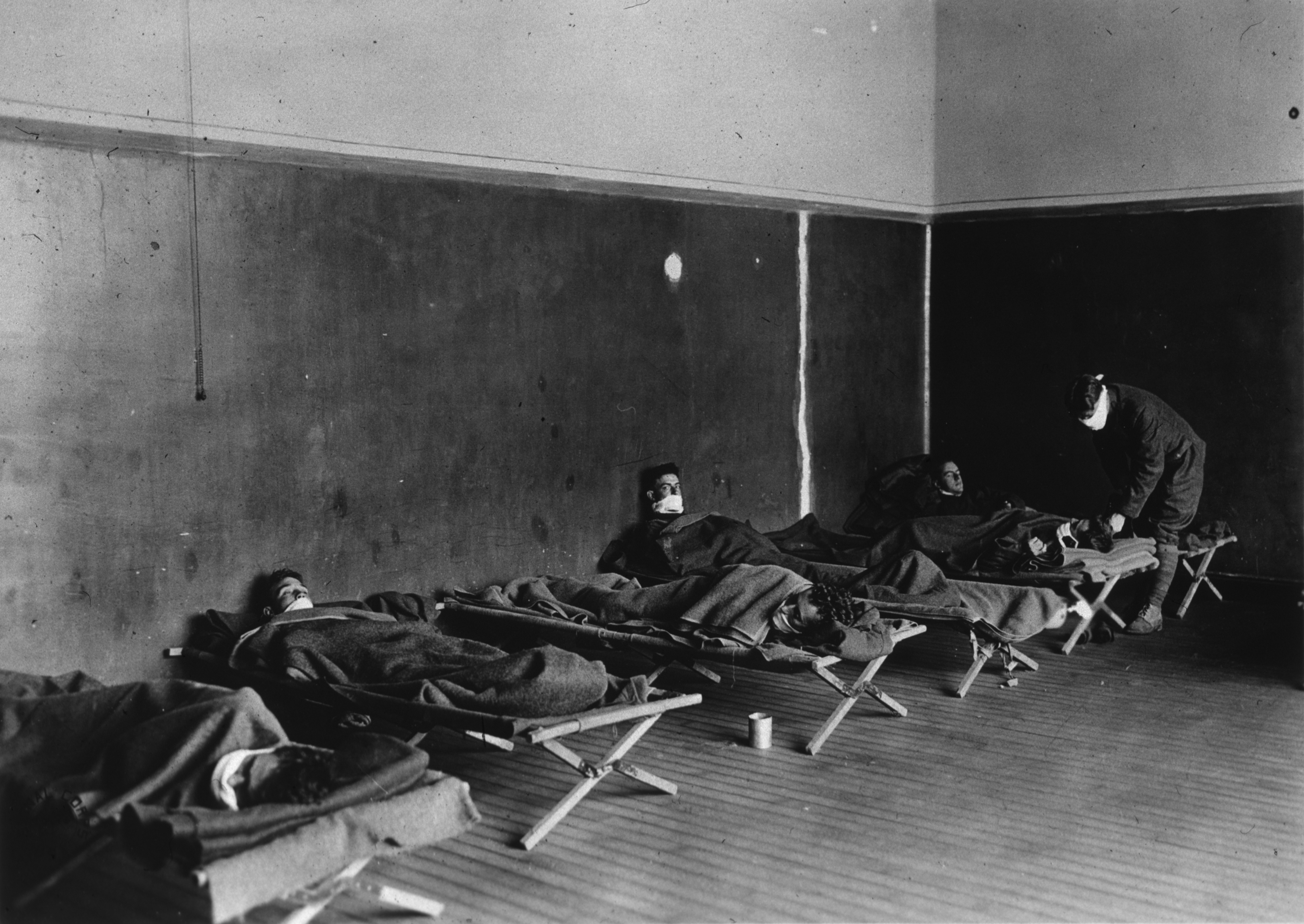
Militares norte-americanos recebendo tratamento para a gripe espanhola em um hospital militar no interior de Luxemburgo

A gripe espanhola não foi causada pela guerra porém afumentada pela situação de transcorria na europa. Para manter o ânimo, os censores da Primeira Guerra Mundial minimizaram os primeiros relatos de doenças e sua mortalidade na Alemanha, Reino Unido, França e Estados Unidos. Os artigos eram livres para relatar os efeitos da pandemia na Espanha, que se manteve neutra, como a grave enfermidade que acometeu o rei Afonso XIII. Tais artigos criaram a falsa impressão que a Espanha estava sendo especialmente atingida.
A origem da gripe que espalhou-se pela Europa é discutida, porém é pouco provável que a mesma tenha iniciado na própria Espanha. A gripe provavelmente foi importada dos Estados Unidos tendo em vista que no final de 1917, já havia uma primeira onda da epidemia em pelo menos 14 campos militares dos Estados Unidos. Outra teoria da origem da doença é oriunda das  tropas britânicas e o acampamento hospitalar em Étaples, na França.
Independente da origem do vírus, os locais próximos e as mudanças maciças de tropas durante a Primeira Guerra Mundial aceleraram a pandemia e provavelmente aumentaram a transmissão e as mutações. A guerra também pode ter aumentado a letalidade do vírus: alguns especulam que o sistema imunológico dos soldados foi enfraquecido pela desnutrição, bem como pelo estresse dos combates e ataques químicos, aumentando sua suscetibilidade.

## Evolução médica
Durante o conflito, a utilização de diversos tratamentos emergenciais e tratamentos experimentais foram reconhecidos, efetivados e atualizados. A utilização de alguma destas técnicas é utilizada até a atualidade.

### Uso do soro fisiológico
Como o conflito ocorria grande parte em trincheiras, era comum ferimentos por tiros na cabeça, bem como graves danos com artilharia e explosões. Porém com a falta de eficiência das armas, acabava por causar danos que não matavam os soldados na hora do impacto, porém acabava por matar os feridos por hemorragia causando uma morte lente e dolorida.

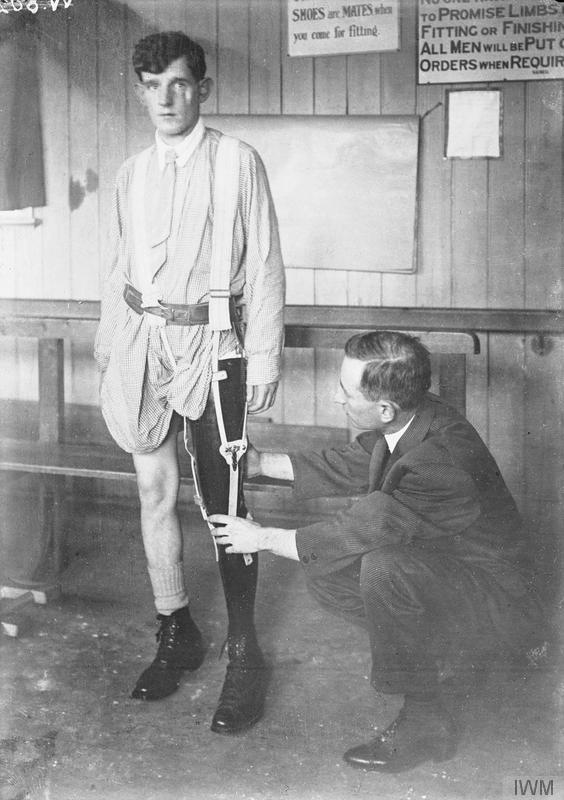
Médico realiza a manutenção de uma prótese em soldado ferido.

Foi com o objetivo de tentar proporcionar aos soldados com este tipo de ferimento que os médicos começaram a utilizar-se de maneira experimental pela primeira vez o soro fisiológico em perfusão venosa. A utilização de solução isotônica de cloreto de sódio (
NaCl) para o tratamento de hemorragias graves, evitava o choque hipovolêmico assim dando mais tempo para equipe médica administrar o tratamento mais adequado para o tipo de ferimento observado. Futuramente aconteceu a substituição do soro fisiológico por plasma humano, dando origem à transfusão sanguínea.

### Membros artificiais
Durante a guerra cerca de 41.000 militares britânicos perderam pelo menos um membro após serem feridos em combate. Quando a guerra estourou, a fabricação de próteses de membros era uma pequena indústria na Grã-Bretanha. A produção teve que aumentar drasticamente.
O principal material utilizado na construção destes membros artificiais foi a madeira, sendo o salgueiro considerado o mais adequado, devido à sua natureza flexível. À medida que a guerra avançava, os fabricantes de membros artificiais experimentaram materiais mais novos e mais leves. No final da guerra e na década de 1920, o metal leve tornou-se comum. A padronização dos membros veio gradativamente. Uma vez que um membro era encaixado, o homem tinha que aprender a usá-lo. Os hospitais deram grande ênfase à reabilitação. A reabilitação se concentrou em permitir que os homens exercessem atividades recreativas e laborais.

### Cirurgias plásticas de reconstrução

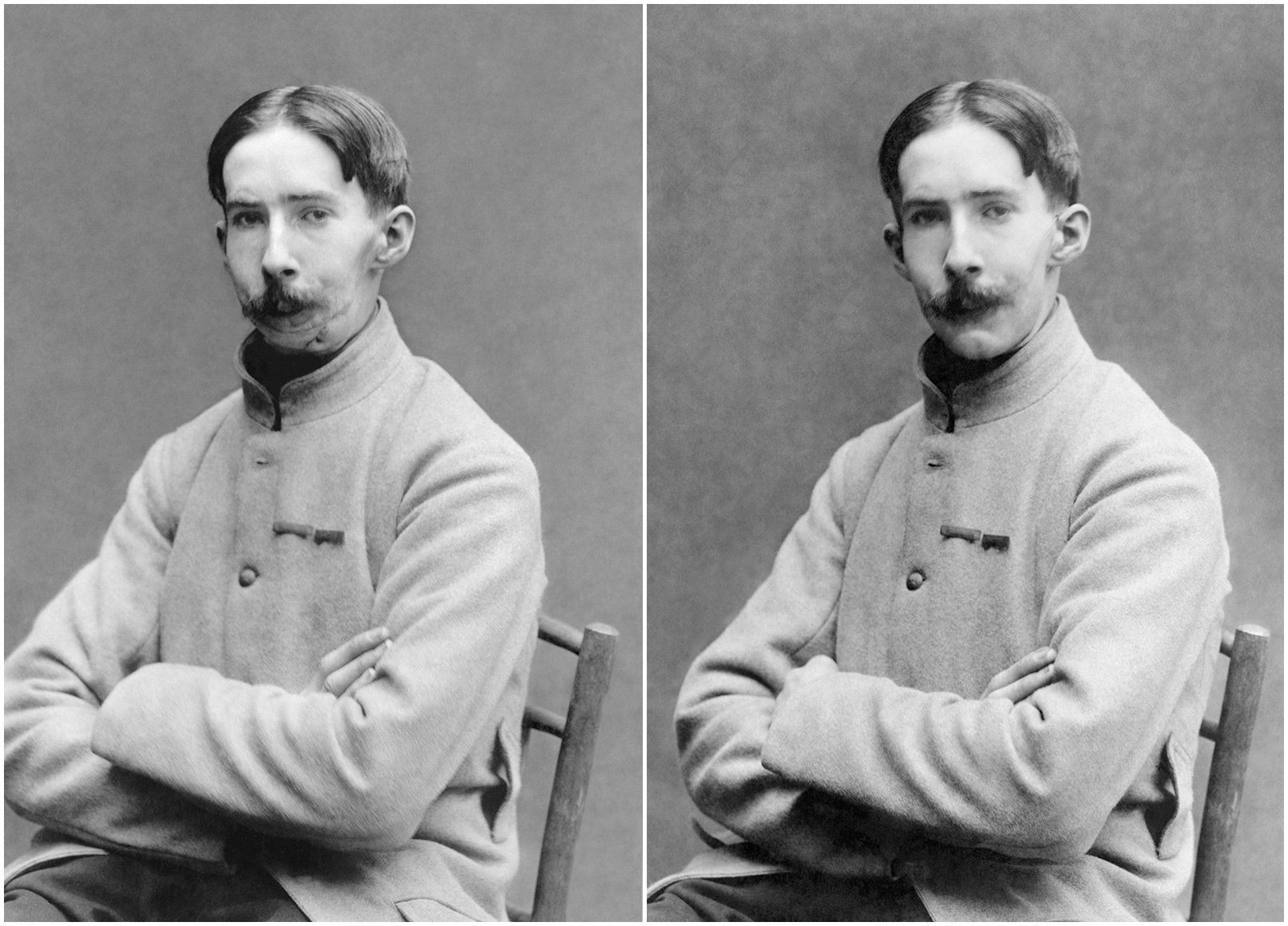
Militar francês posa para foto antes e após a cirurgia para reconstrução de seu maxilar antes e depois de receber uma cirurgia para reconstrução de seu maxilar

Antes da Primeira Guerra Mundial, a cirurgia plástica raramente era praticada como especialidade. Normalmente, o trabalho era realizado por qualquer cirurgião que recebesse o caso. Mas a partir da Batalha do Somme houve um grande aumento nas mutilações faciais, e um campo médico separado se desenvolveu como resultado, focado no tratamento de tais lesões.

Médicos e dentistas começaram a especializar-se na reconstrução facial, O foco da área estava no lado estético da cirurgia plástica: os profissionais queriam fazer os pacientes parecerem o mais semelhante possível ao seu estado pré-lesão. O desenvolvimento da área foi realizado pelo Dr. Harold Gillies, que utilizava-se da técnica de pedículo em tubo: removendo apenas parcialmente o tecido de seu local original para que ele retivesse um suprimento de sangue durante a transferência para outro local e reduzisse o risco de infecção. Isso permitiu que grandes quantidades de pele ainda viva fossem transferidas de uma seção do corpo para a outra.